# Schloss Mörlach

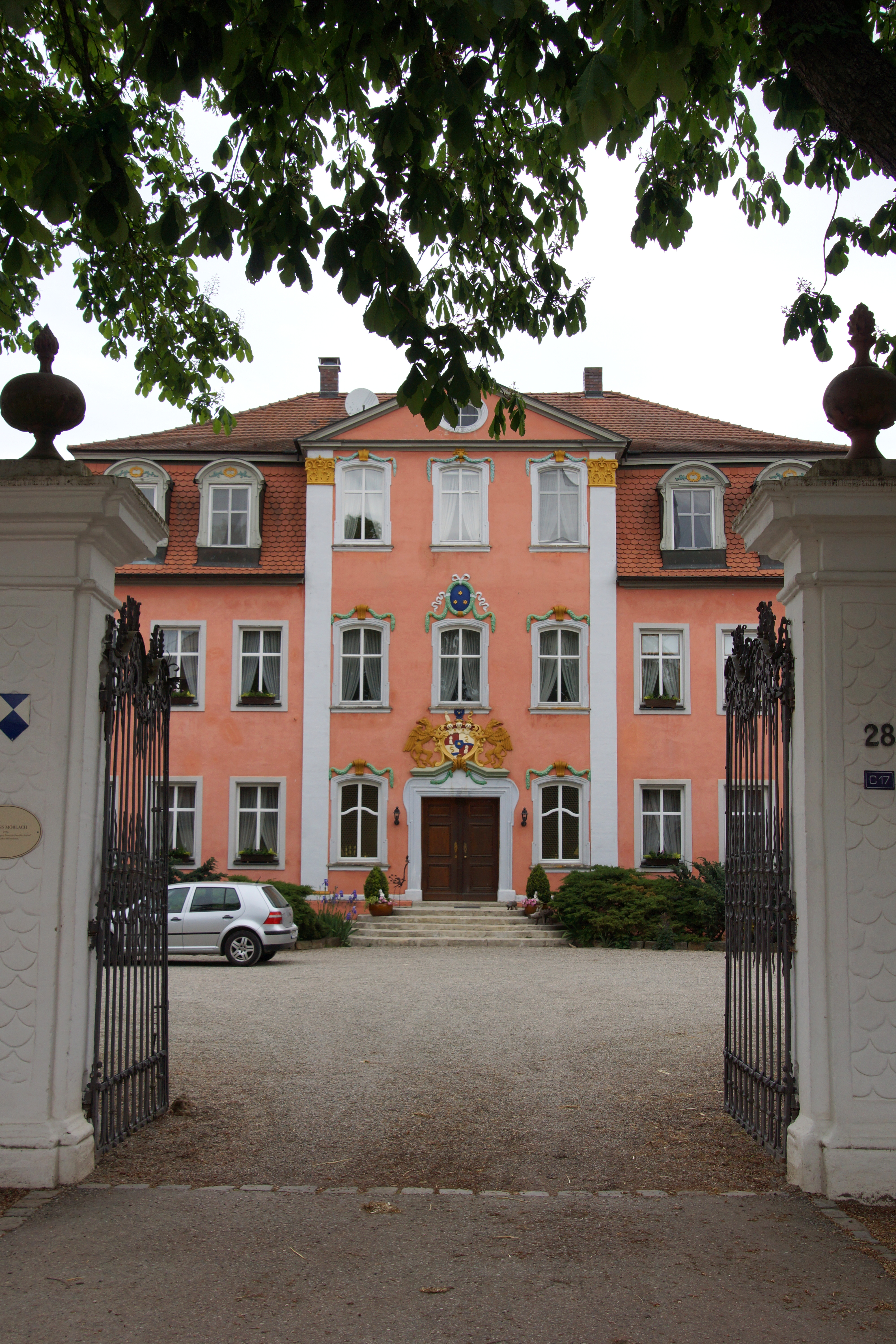
Schloss Mörlach

Das Schloss Mörlach ist ein Schloss in Mörlach, einem Gemeindeteil von Hilpoltstein im Landkreis Roth (Mittelfranken, Bayern).

## Geschichte
Das ortseingesessene Geschlecht der Mörlacher wird seit dem frühen 12. Jahrhundert genannt. 1584 kaufte ein Marx (Marquard) aus dem Nürnberger Geschlecht der Kötzler, pfalzneuburger Rat und Pfleger zu Hilpoltstein, die Güter und baute ein erstes Schloss und wurde Landsasse. Von 1615 bis ca. 1660 gehörte das Gut dann den Welsern.
Das jetzige Rokokoschloss wurde 1775 von Christoph Adam Carl von Imhoff anlässlich seiner Rückkehr aus Indien und Vermählung mit Luise Franziska Sophie von Schardt erbaut. Er legte ein dreistöckiges Schloss nach englischer Bauart mit 112 Fenstern an. Die Stuckarbeiten wurden vom Nürnberger Meister Johann Michael Krieger angefertigt, der unter anderem auch die Pfarrkirche in Castell stuckiert hat. Amalie von Imhoff, die Tochter des Erbauers, verbrachte hier einen Teil ihrer Kindheit, bis die Familie verarmte und mit der Unterstützung Goethes nach Weimar verzog.
Im Schloss befindet sich heute ein Mustergut. Das Schloss wird heute auch für Hochzeiten und andere Veranstaltungen vermietet.

## Baubeschreibung
Das Schloss ist ein Baudenkmal (Nr. D-5-76-127-104) und in der Liste der Baudenkmäler in Hilpoltstein folgendermaßen beschrieben:
Um einen quadratischen Vorhof gruppierte Anlage mit Herrenhaus, zweigeschossiger Putzbau mit Mansardwalmdach und mittigem Zwerchhausrisalit, zwei Seitenflügeln, jeweils zweigeschossige Putzbauten mit Walmdächern, und gekurvten Eckbauten, erdgeschossige Putzbauten mit Walmdach; spätbarocke Anlage, 1775, Toreinfahrt, fünfteilig, verputzte Steinpfeiler, Eisengitterzaun und -tor, gleichzeitig.